# Pilea microphylla
Pilea microphylla là loài thực vật có hoa trong họ Tầm ma. Loài này được (L.) Liebm. miêu tả khoa học đầu tiên năm 1851.